# Sly Raccoon
Sly Raccoon är ett Playstation 2- och Playstation 3-spel skapat av den amerikanska spelutvecklaren Sucker Punch Productions. I USA heter spelet Sly Cooper and the Thievius Raccoonus. År 2010 släpptes The Sly Collection på Playstation 3; alla tre spelen ingår i samlingen. En uppföljare till den tredje delen, Sly Cooper: Thieves in Time, släpptes 2012.

## Handling
Sly är en tvättbjörn som tillhör familjen Cooper där var och en har en tjuvkonst. När han fyllde år skulle han ärva boken The Thievius Raccoonus där han får lära sig allt om tjuveri men precis efter bryter fem skurkar sig in i Slys hus, dödar hans pappa och de fem skurkarna (The Fiendish Five), river ut alla delarna ur boken och tar en femtedel var och sedan sprider ut sig i olika länder. Sly hamnar på ett barnhem där han får träffa den smarta sköldpaddan Bentley och den muskulösa flodhästen Murray. Tillsammans bildar de Cooperligan och tänker hämnas på de fem skurkarna, för att de både dödat Slys pappa och för att de tagit alla delararna från familjen Cooper. Och till slut möter man slutbossen Clockwerk i en vulkan i Ryssland.
Sly Raccoon är inte dubbad till svenska som i Sly 2 och Sly 3.

## Figurer i Sly Raccoon-spelen

### Sly Cooper
Sly Cooper är huvudpersonen i alla Sly Raccoon-spelen. Sly är en mästertjuv och är stolt över det. Han har till en början bara två kompanjoner, Bentley, geniet i gänget, och Murray, musklerna. Men i tredje spelet skaffar han fyra nya medlemmar varav två av dem var tidigare fiender.
Sly är djupt förälskad i Carmelita Fox. Det är mycket möjligt att känslorna i hemlighet är besvarade då Carmelita i sista uppdraget i tredje spelet kallar honom "min brottsling". Sly fick ytterligare inspiration till att odla sin kärlek när han såg hur Bentley hade det med sin nya flickvän, muspiloten Penelope.

### Konstapel Neyla
Konstapel Neyla är en vit tigrinna som är med i andra delen som heter Sly 2: Band of Thieves. Neyla växte upp som ett fattigt barn i New Delhi och lyckades komma in på ett exklusivt brittiskt universitet. Där använde hon sin naturliga kunskap i övertalning för att skapa en grupp av andra studenter för att göra läxorna åt henne. När gruppen blev bruten och hon blev upptäckt, blev folket på Interpol så imponerad av hennes kunskaper att hon fick ett jobb.
I Sly 2: Band of Thieves nämner Neyla avsiktligt Klaww-ligan så Sly kan höra det för att få honom jaga resten av tjuvarna. Hon dyker sedan upp på taken hos Dimitri i Paris, där Sly får jaga henne för att få en nyckel till Dimitris nattklubb. Senare, efter att hon dök upp på Rajans bal där hon dansade tango med Sly, när han och Neyla ska attackera springer hon iväg och lämnar Sly hos Rajan. Efter att Rajan besegrats av Murray kommer Neyla tillbaka med Carmelita och Grevinnan. Arresteringen av Sly och Murray sätter hon också dit Carmelita. Neyla kommer senare tillbaka på Interpols order för att arrestera Grevinnan med en armé av soldater. Men Neyla stjäl ett av Clockwerks ögon och tvingar Sly att jaga henne igen. Neyla blir befordrad till kommissarie efter att hon fångade den besegrade Grevinnan, och fortsätter att jaga Cooperligan. Neyla anfaller hos Jean Bison Bentleys radiostyrda helikopter men blir nedskjuten. Hon syns sedan till på Arpeggios luftskepp och visar sig vara Arpeggios skyddsling. Men Neyla är lika opålitlig som alltid, hon besegrar Arpeggio och tar Clockwerks kropp för att bli Clock-La. Carmelita, som är flykt, hjälper Sly att skjuta ner robotugglan. Men Clock-La överlever fortfarande, och bara efter att Bentley tar bort Hatchippet som Neyla är helt besegrad.

### Klaww-ligan
Klaww-ligan är en organisation från tv-spelet Sly 2: Band of Thieves, och är efterföljare av Cooper-ligans tidigare rivaler The Fiendish Five.
Orsaken till ligans skapande är ett mysterium, men deras planer är det inte. Deras medlemmar inkluderar:
- Arpeggio – Ledare/uppfinnare/hjärnan (hittas på sitt gigantiska luftskepp i skyarna över Paris)
- Grevinnan – Hypnotisör (hittas i Prag)
- Dimitri – Utfodrare av Rajans kryddor (hittas i Paris)
- Jean Bison – Transportör (hittas i Kanada)
- Rajan – Illegal krydd-lord (hittas i Indien)

Ligan uppmärksammades av Sly Cooper och hans team när de stal bitarna av Clockwerk, skaparen av The Fiendish Five. De tog bitarna och listade ut en mästerplan. Genom att använda kryddor från Rajan, smugglade in i Paris av Dimitri, hade de hypnosmaskiner designade av Grevinnan och fästa på Arpeggios luftskepp, drivna av norrskensenergi samlad av Jean Bison som de planerade att hypnotisera Paris med.
Okänt för resten av Klaww-ligan hade Arpeggio egna planer, vilka hans skyddsling Konstapel Neyla var inblandade i. Han använde henne som sin agent, och fick alla de andra ligamedlemmarna att falla en och en för Cooper-ligan. Han fick henne sedan att förråda Sly och company för Grevinnan, och köpte senare Clockwerk-delarna de hade, vilka senare blev stulna av Jean Bison. När han återuppbyggde Clockwerks kropp planerade Arpeggio att ta den i besittning och använda hatet från det hypnotiserade Paris som kraftkälla. Men han blev förrådd av Neyla, som tog Clockwerk-kroppen själv, kallade sig "Clock-La", och krossade honom under näbben vilket troligen dödade honom (vilket säkert var hennes plan från början). Efter att Neyla blev besegrad kollapsade Klaww-ligan.

### Grevinnan
Grevinnan är en hemlig medlem i Klaww-ligan. Hon var från början en student i kriminalpsykologi som fick sin förmögenhet genom att gifta sig med en rik general. Han dog sedan "på ett mystiskt sätt" (troligen förgiftad av henne eftersom det bubblade mystiskt ur hans glas). Hon fick då hela hans förmögenhet som hon använde för att bygga ett rehabiliteringscenter för kriminella, och fick därmed sin höga position i Interpol. Hon dök först upp under täckmantel på Rajans bal tillsammans med Carmelita Fox och Konstapel Neyla. Senare blev Sly, Murray och även Carmelita fångade av henne och förda till hennes klinik i Prag. Sly och Murray blev dock senare räddade av Bentley och då flydde Grevinnan med Carmelita till sitt slott, där Carmelita skulle hjärntvättas till att bli hennes privata docka för att ta fallet med Interpol. Neyla följde efter och förde krig mot Grevinnan. Carmelita blev dock räddad av Cooperligan och besegrad av Sly i strid.